# Cordilura ruficauda
Cordilura ruficauda är en tvåvingeart som först beskrevs av Zetterstedt 1838.  Cordilura ruficauda ingår i släktet Cordilura och familjen kolvflugor.
Artens utbredningsområde är Norge. Inga underarter finns listade i Catalogue of Life.